# Olivier Jacot-Guillarmod
Olivier Jacot-Guillarmod, né à La Chaux-de-Fonds le 15 avril 1950 et mort à Lausanne le 29 septembre 2001 (originaire de La Chaux-de-Fonds, La Sagne et La Ferrière BE), est un juriste suisse du canton de Neuchâtel et juge fédéral de 1997 à 2001.

## Biographie
Il nait à La Chaux-de-Fonds d'un père notaire et d'une mère de la famille De Montmollin. Il est originaire de sa ville natale, de La Sagne et de La Ferrière dans le Jura bernois.
Il suit sa scolarité et obtient sa maturité fédérale dans sa ville natale avant d'étudier le droit à l'Université de Neuchâtel, aux États-Unis et à Bruges. Il obtient son brevet d'avocat en 1974 dans le canton de Neuchâtel. 
Il est marié et est père de deux fils et d'une fille.
Dès sa thèse de doctorat, soutenue au Collège d'Europe en 1978, intitulée Droit communautaire et droit international public: étude des sources internationales de l'ordre juridique des Communautés européennes, il montre son grand intérêt pour le droit européen.
En 1978, il entre au service de la Confédération suisse en tant que collaborateur à l'Office fédéral de la justice dont il sera nommé sous-directeur en 1987. Il y occupe ensuite les fonctions de chef de la division des affaires internationales et d'agent du Conseil fédéral pour la représentation de la Suisse devant la Cour européenne des droits de l’homme (de 1981 à 1995). Il était considéré par le chef de l'OFJ de l'époque, Joseph Voyame, comme un des meilleurs experts de la CourEDH.
Dès 1979, il mène parallèlement une carrière académique en tant que chargé de cours, puis professeur associé de droit européen à l'Université de Neuchâtel. Il est considéré par Jean-François Aubert comme un des pionniers dans la recherche sur l'influence du droit international sur le droit interne.
Il est élu juge au Tribunal fédéral le 4 octobre 1995, sur proposition du PLR en remplacement de Jean-François Egli, et entre en fonction en février 1996 comme juge à la 1re Cour de droit public. À Mon-Repos, il est connu et apprécié, selon la NZZ, pour son intelligence et sa droiture, de même que pour son esprit libéral et progressiste.
Il meurt en cours de mandat le 29 septembre 2001 des suites d'un cancer du cerveau.

### Publications
- Droit communautaire et droit international public : étude des sources internationales de l'ordre juridique des Communautés européennes (thèse de doctorat à l'Université de Neuchâtel), Genève, Georg, coll. « Études suisses de droit international » (no 16), 1979 (1re éd. 1978), 299 p. (ISBN 2-8257-0051-7).
- La fusion de la Commission et de la Cour européennes des droits de l'homme : 2e séminaire de droit international et de droit européen de l'Université de Neuchâtel, Neuchâtel, 14-15 mars 1986, Kehl/Strasbourg, N. P. Engel, 1987, 245 p. (ISBN 3-88357-064-8).
- L'avenir du libre-échange en Europe : vers un espace économique européen?, Zurich, Schulthess, 1990, 574 p. (ISBN 3-7255-2831-4).
- (de + fr) Olivier Jacot-Guillarmod, Dietrich Schindler et Thomas Cottier, EG-Recht und schweizerische Rechtsordnung, Bâle/Francfort-sur-le-Main, Helbing & Lichtenhahn, coll. « Beiheft zur Zeitschrift für schweizerisches Recht » (no 10), 1990, 185 p. (ISBN 3-7190-1114-3).
- Pierre Mercier et Olivier Jacot-Guillarmod, La libre circulation des personnes et des services, Bâle, Helbing & Lichtenhahn, coll. « Dossiers de droit européen » (no 1), 1991, 216 p. (ISBN 3-7190-1161-5).
- « Le juge suisse face au droit européen », Revue de droit suisse, vol. 127, no 3,‎ 1993, p. 227-576 (ISSN 0084-540X).
- Le juge national face au droit européen, Bâle/Bruxelles, Helbing & Lichtenhahn/Bruylant, coll. « Dossiers de droit européen » (no 3), 1993, 379 p. (ISBN 3-7190-1309-X).
- Accord EEE : Commentaires et réflexions, Zurich/Berne, Schulthess/Stämpfli, 1992, 860 p. (ISBN 3-7255-3032-7).